# E2 Linux
E2 Linux je souhrnné označení pro linuxové distribuce určené pro ovládání přijímačů digitálního televizního vysílání (DVB-S, DVB-C a DVB-T), televizních set-top boxů a IPTV přijímačů. E2 Linux byl původně vyvinut pro přijímače Dreambox, ale po roce 2010 začala dodávat zařízení s E2 Linuxem celá řada dalších výrobců, jako Formuler, GigaBlue, Octagon, Opticum, Unibox, Vu+, Zgemma.

## Historie
Úpravu operačního systému Linux nyní označovanou jako E2 Linux vyvinula v rámci projektu TuxBox v letech 2000 až 2001 skupina nadšenců pro přijímač digitálního satelitního vysílání DBox2, který dodávala pro přístup k placenému satelitnímu vysílání stanice DF1 (později Premiere, pak Sky Deutschland) německá skupina Kirch-Gruppe. Přijímač byl dodáván s firmware Betanova od firmy BetaResearch, který vycházel z ChorusOS firmy Sun a pro uživatelské rozhraní používal jazyk Java. Jeho reakce byly pomalé a možnosti omezené. V rámci projektu TuxBox vznikla nejméně 3 uživatelská rozhraní - Neutrino, Lcars a Enigma, ale v roce 2002 KirchPayTV zkrachovala, čímž výroba přijímačů DBox2 skončila. Již v roce 2003 však na vývoj navázala firma Dream Multimedia (nyní Dream Service GmbH) a představila družicové přijímače Dreambox 5600, 5620 a 7000 s procesorem PowerPC 252 MHz a čipy IBM STB04500. Firma Dream Multimedia pro svůj přijímač zvolila rozhraní enigma a podle něj nazývala celý operační systém. V roce 2006 vyvinula novou verzi nazývanou enigma2. V té době se objevilo mnoho dalších výrobců, kteří příliš nepřispívali k vývoji, ale konkurovali firmě Dream Multimedia cenou. Firma se proto rozhodla další vývoj systému uzavřít. 

## Hardware
Zařízení navržená pro Enigma2 (tj. satelitní přijímače, set-top boxy a IPTV přijímače, anglicky často souhrnně označovaná slovem „box“) jsou vybavena jedním nebo více tunery DVB-S, DVB-C a DVB-T (pokud se nejedná o čistě IPTV přijímač), přijímačem pro dálkové ovládání a síťovým adaptérem Ethernet a/nebo Wi-Fi. Pro příjem kódovaných programů je k dispozici jeden nebo více slotů pro dekódovací karty. Pro uložení operačního systému je zařízení obvykle vybaveno flash pamětí, pro záznam pořadů nebo pro přehrávání souborů lze připojit nebo vložit větší pevný disk, SSD, USB flash disk nebo paměťovou kartu. Zařízení může využívat i síťové úložiště nebo diskový svazek na osobním počítači pomocí protokolu Samba nebo NFS. Systém je navržen pro ovládání dálkovým ovladačem podobným ovladačům používaným pro televizní přijímače. Televize připojená k zařízení se systémem Enigma obvykle HDMI (u starších též SCART) kabelem funguje jako multimediální monitor. Zařízení lze také obvykle připojit k domácímu audiosystému, zpravidla pomocí rozhraní S/PDIF.

## Software
Centrální aplikací je Enigma2, která implementuje grafické uživatelské rozhraní (GUI) pro ovládání DVB přijímačů. Vzhledem k tomu, že mnoho zařízení, na kterých se E2 Linux provozuje, má omezenou velikost vnitřní i vnější paměti, používají se obvykle odlehčené verze linuxových nástrojů (BusyBox, dropbear, apod.), pro buildování se používá prostředí OpenEmbedded (OE). Konfigurace funkcí potřebných pro správu systému je realizována v podobě textových dialogů.  

## Aktuální stav
V roce 2020 existují desítky distribucí E2 Linuxu, které se liší funkčností programu enigma2, dalším instalovaným softwarem, zásuvnými moduly, apod. Mezi nejznámější patří OpenATV, OpenViX, OpenPLi, OpenEight, Black Hole, EGAMI, PurE2. Dodávají se ve formě obrazu disku zabaleného do souboru typu ZIP. Stejný formát se používá i pro kompletní zálohování celého systému; existuje též možnost zálohovat pouze konfigurační soubory. Aktualizace lze provádět díky použití balíčkovacího systému opkg. Firma Dream multimedia pro nejnovější verze svého systému již nepoužívá označení Enigma, ale Drembox OS. Některé přijímače podporují Multiboot – možnost nainstalovat více distribucí nebo jiné verze aktuální distribuce, spíše pro účely zjištění vlastností a porovnání nebo jako záchranný systém při problémech než pro rutinní používání.